# Wilhelm Ellinghaus

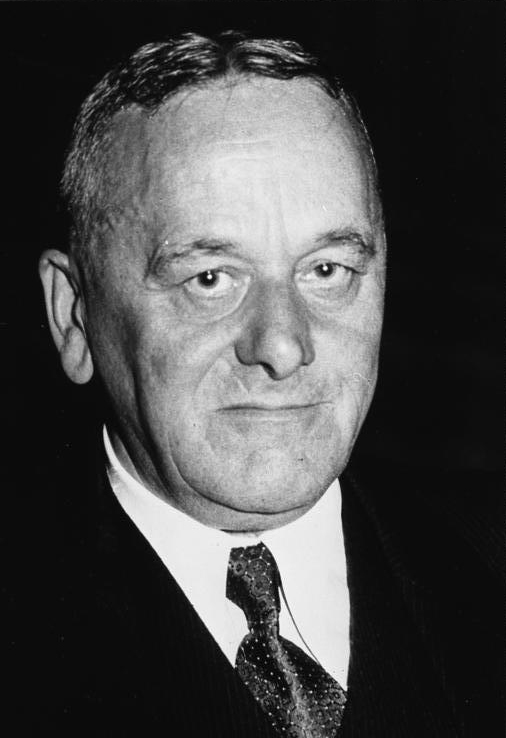
Wilhelm Ellinghaus (1951)

Hermann Bernhard Wilhelm Ellinghaus (* 27. Juni 1888 in Coesfeld; † 8. September 1961 in Karlsruhe) war ein deutscher Jurist, Politiker (SPD) und Richter des Bundesverfassungsgerichts.
Nach dem Abitur studierte Ellinghaus Rechtswissenschaften in München, Berlin, Freiburg im Breisgau und Münster, legte die erste juristische Staatsprüfung ab, war als Gerichtsreferendar tätig und beendete das Studium mit der zweiten juristischen Staatsprüfung. Nachdem er zunächst Gerichtsassessor war, ließ er sich 1918 als Rechtsanwalt in Hagen nieder und wurde später auch als Notar zugelassen.
Ellinghaus trat der SPD bei, wurde 1928 Landrat (Kreis Angerburg) und 1930 Regierungsvizepräsident (Gumbinnen). Im Zuge der nationalsozialistischen Machtergreifung wurde er 1933 seiner Ämter enthoben.
Nach dem Zweiten Weltkrieg war Ellinghaus zunächst als Rechtsanwalt in Hannover tätig und wurde 1945 zum Regierungspräsidenten des Regierungsbezirks Hannover ernannt. 1946 wurde er dort Generalinspekteur für die Entnazifizierung. Von November 1946 bis Juni 1947 amtierte er in der von Ministerpräsident Hinrich Wilhelm Kopf geführten ernannten niedersächsischen Landesregierung als Justizminister. Außerdem gehörte er seit 1947 als Abgeordneter dem niedersächsischen Landtag an. Vom 13. September 1951 bis zum 12. Oktober 1955 war er als Richter des Bundesverfassungsgerichts tätig. Er wurde, wie auch sein Kollege Kurt Zweigert, nicht schon am 7. September, sondern erst am 13. September 1951 von Bundespräsident Theodor Heuss ernannt.
Sein Bruder Hermann Ellinghaus (1890–1958) war von 1936 bis 1956 Professor der Volkswirtschaftslehre an der  Landwirtschaftlichen Hochschule Hohenheim und mit der Versehung des Faches an der TH Stuttgart beauftragt.
Aus Wilhelm Ellinghaus' Feder stammt eine kleine, um 1957 wohl im Verlag der Hans Soldan Stiftung veröffentlichte Schrift „Im Namen des Rechts? Aktenmäßige Darstellung zweier Hexenprozesse aus dem Jahre 1632“, in der er sich mit den Coesfelder Hexenprozessen auseinandersetzt, inspiriert von einem „sehr deutlichen Traumgesicht“ in mehreren Nächten des Jahres 1952, wie er im Vorwort erklärt.

## Ehrungen
- 1955: Großes Verdienstkreuz mit Stern der Bundesrepublik Deutschland